# Theaetetus (Mondkrater)
Theaetetus ist ein relativ kleiner Einschlagkrater auf der nördlichen Mondvorderseite, am östlichen Rand des Mare Imbrium, nordöstlich von Aristillus und südlich von Cassini.
Der Kraterrand ist mäßig erodiert und der Kraterboden ist eben.
Der Krater wurde 1935 von der IAU offiziell nach dem griechischen Mathematiker Theaitetos benannt.